# Condrosteide
Condrosteidele (Chondrosteidae) este o familie de pești de talie mare din ordinul acipenseriformelor, care au trăit în triasic și jurasic. Ei aveau un bot (rostru) scurt și oasele dermice ale craniului așezate într-un mod asemănător cu cele de la paleoniscoidei. Specia Chondrosteus acipenseroides era mai lungă de 1 m.